# Simone Mengon
Simone Mengon (* 3. Januar 2000 in Trient) ist ein italienischer Handballspieler.

## Karriere

### Im Verein
Das Handballspielen begann er gemeinsam mit seinem Zwillingsbruder Marco Mengon für Pallamano Pressano. Gemeinsam wechselten sie 2017 in die Jugendabteilung von Montpellier Handball. Mit Montpellier gewann er 2018 die EHF Champions League, wobei er nicht in der Aufstellung für das Final 4 enthalten war. 2020 wechselte er zum französischen Zweitligisten Billère Handball. Ab Sommer 2023 stand er beim deutschen Bundesligaaufsteiger ThSV Eisenach unter Vertrag. Seit der Saison 2025/26 läuft er für den Bundesligisten TVB 1898 Stuttgart auf.

### In Auswahlmannschaften
Er spielte für die italienische Juniorennationalmannschaft und steht im Aufgebot der A-Nationalmannschaft. Mit der Nationalmannschaft nahm er an den Mittelmeerspielen 2022 teil und belegte den 7. Platz. Bei der Weltmeisterschaft 2025 warf er 19 Tore in sechs Spielen und kam mit der Auswahl auf den 16. Rang.

## Privat
Sein Zwillingsbruder Marco Mengon spielt ebenfalls in der italienischen Handballnationalmannschaft.